# Corchiano
Corchiano település Olaszországban, Viterbo megyében. Lakosainak száma 3580 fő (2023. január 1.). Corchiano Civita Castellana, Fabrica di Roma, Gallese és Vignanello községekkel határos.

## Népesség
A település népessége az elmúlt években az alábbi módon változott:
| Lakosok száma | 3807 | 3793 | 3580 |
|               | 2017 | 2018 | 2023 |